# 許乘睿
許乘睿（1995年7月21日—2013年5月7日）是台灣棒球選手，位置是外野手和投手。為成功商水棒球隊隊員。2013年5月7日於台東體中參加玉山盃台東縣隊集訓的途中因為心肌梗塞造成心因性休克，緊急送醫仍不幸過世，得年僅17歲。

## 基本資料
- 出生日期：1995年7月21日
- 逝世日期：2013年5月7日
- 身高體重：173公分　61公斤
- 投打習慣：左投左打
- 守備位置：投手、外野手
- 出生地點：花蓮縣

## 經歷
- 花蓮縣瑞穗國小少棒隊
- 花蓮縣瑞穗國中青少棒隊
- 台東縣成功商水青棒隊

## 個人年表
- 2009年 -- 九十八學年度國中棒球聯賽（硬式組）瑞穗國中青少棒隊
- 2010年 -- 九十九學年度高中棒球聯賽木棒組成功商水青棒隊
- 2011年 -- 2011年超級盃全國青棒爭霸賽成功商水青棒隊
- 2011年 -- 100年玉山盃全國青棒錦標賽台東縣代表隊
- 2011年 -- 第九屆東高盃全國青棒錦標賽成功商水青棒隊
- 2011年 -- 第四屆台灣盃高中棒球錦標賽成功商水青棒隊
- 2011年 -- 一百學年度高中棒球聯賽（木棒組）成功商水青棒隊
- 2012年 -- 第十屆東高盃全國青棒錦標賽成功商水青棒隊
- 2013年 -- 2013年大通盃台灣青棒菁英大賽成功商水青棒隊

## 特殊事蹟
- 2011年 -- 01月13日九十九學年度高中棒球聯賽木棒組對戰西苑高中青棒隊，先發6.1局被擊出9支安打2次三振2次四死球，雖最後球隊落敗，但是力抗全國強隊，表現可說是相當優異，總教練高克武則表示：「他原本是專門作紀錄的，看他投得很準，所以臨時決定讓他投球。」
- 2011年 -- 01月16日九十九學年度高中棒球聯賽木棒組對戰南英商工青棒隊，先發8局僅被擊出4支安打無失分，若不是前一天已投了1局必須強迫退場（大賽局數限制），否則有機會挑戰完封，而球隊也在第九局遭到追平比數，在延長賽遭到逆轉輸掉比賽，無緣晉級八強。

## 相關網站
- 許乘睿在台灣棒球維基館上的頁面（繁體中文）